# Tirreno-Adriatico 2015
De Tirreno-Adriatico 2015 was de 50ste editie van deze etappekoers die in Italië wordt verreden, ditmaal van 11 maart tot en met 17 maart.
In zeven etappes reden de renners van Lido di Camaiore, waar een proloog moet worden afgewerkt, naar San Benedetto del Tronto, ook daar wachtte een tijdrit. De ronde maakte deel uit van de UCI World Tour 2015. De titelverdediger is de Spanjaard Alberto Contador. De wedstrijd wordt vaak gezien als test voor Milaan-San Remo 2015 maar ook al eerste test tussen de klassementsrenners.
Het algemeen klassement van deze jubileumeditie werd gewonnen door de Colombiaan Nairo Quintana. Hij werd tevens winnaar in het jongerenklassement. De Slowaak Peter Sagan won het puntenklassement en het bergklassement werd een prooi voor Carlos Quintero. Het Spaanse Movistar won het ploegenklassement.
Beste Nederlander werd Bauke Mollema (Trek Factory Racing). Hij eindigde op de tweede plaats in het eindklassement met een achterstand van achttien seconden op Quintana. Jurgen Van den Broeck, rijdend voor Lotto Soudal, werd de beste Belg. Met een achterstand van één minuut en zestien seconden eindigde Van Den Broeck elfde.

## Deelnemende ploegen
Er mochten tweeëntwintig ploegen deelnemen van organisator ASO, zeventien ploegen rechtstreeks uit de UCI World Tour en vijf via wildcards van het ProContinentale niveau: Bardiani CSF (Ita), Bora (Dui), Colombia (Col), MTN-Qhubeka (ZAf) en Team Europcar (Fra).
| 17 UCI World Tour-ploegen | 17 UCI World Tour-ploegen | 17 UCI World Tour-ploegen | 5 wildcards   |
| ------------------------- | ------------------------- | ------------------------- | ------------- |
| AG2R La Mondiale          | Giant-Alpecin             | Movistar                  | Bardiani CSF  |
| Astana                    | IAM Cycling               | Orica-GreenEdge           | Europcar      |
| BMC Racing Team           | Katjoesja                 | Team Sky                  | Colombia      |
| Cannondale-Garmin         | Lampre-Merida             | Tinkoff-Saxo              | MTN-Qhubeka   |
| Etixx-Quick Step          | LottoNL-Jumbo             | Trek Factory Racing       | Bora-Argon 18 |
| FDJ                       | Lotto Soudal              |                           |               |
|                           |                           |                           |               |
|                           |                           |                           |               |

## Startlijst
Tinkoff-Saxo
- 1.  Alberto Contador
- 2.  Ivan Basso
- 3.  Daniele Bennati
- 4.  Maciej Bodnar
- 5.  Christopher Juul Jensen
- 6.  Roman Kreuziger
- 7.  Peter Sagan
- 8.  Matteo Tosatto

Ag2r-La Mondiale
- 11.  Domenico Pozzovivo
- 12.  Carlos Betancur
- 13.  Damien Gaudin
- 14. —
- 15.  Matteo Montaguti
- 16.  Rinaldo Nocentini
- 17.  Christophe Riblon
- 18.  Alexis Vuillermoz

Astana Pro Team
- 21.  Vincenzo Nibali
- 22.  Andrij Hryvko
- 23.  Dmitri Groezdev
- 24.  Aleksej Loetsenko
- 25.  Michele Scarponi
- 26.  Roeslan Tleoebajev
- 27.  Alessandro Vanotti
- 28.  Lieuwe Westra

Bardiani CSF
- 31.  Stefano Pirazzi
- 32.  Enrico Barbin
- 33.  Enrico Battaglin
- 34.  Nicola Boem
- 35.  Francesco Bongiorno
- 36.  Sonny Colbrelli
- 37.  Nicola Ruffoni
- 38.  Edoardo Zardini

BMC Racing Team
- 41.  Greg Van Avermaet
- 42.  Brent Bookwalter
- 43.  Marcus Burghardt
- 44.  Damiano Caruso
- 45.  Alessandro De Marchi
- 46.  Danilo Wyss
- 47.  Daniel Oss
- 48.  Manuel Quinziato

BORA-Argon 18
- 51.  Sam Bennett
- 52.  Zakkari Dempster
- 53.  Bartosz Huzarski
- 54.  Patrick Konrad
- 55.  José Mendes
- 56.  Cristiano Salerno
- 57.  Björn Thurau
- 58.  Paul Voss

Colombia
- 61.  Miguel Ángel Rubiano
- 62.  Edwin Ávila
- 63.  Alex Cano
- 64.  Camilo Castiblanco
- 65.  Fabio Duarte
- 66.  Walter Pedraza
- 67.  Carlos Quintero
- 68.  Brayan Ramírez

Etixx-Quick Step
- 71.  Rigoberto Urán
- 72.  Gianluca Brambilla
- 73.  Mark Cavendish
- 74.  Mark Renshaw
- 75.  Fabio Sabatini
- 76.  Zdeněk Štybar
- 77.  Niki Terpstra
- 78.  Julien Vermote

FDJ
- 81.  Thibaut Pinot
- 82.  Matthieu Ladagnous
- 83.  Johan Le Bon
- 84.  Steve Morabito
- 85.  Yoann Offredo
- 86.  Cédric Pineau
- 87.  Jérémy Roy
- 88.  Benoît Vaugrenard

IAM Cycling
- 91.  Matteo Pelucchi
- 92.  Marcel Aregger
- 93.  Matthias Brändle
- 94.  Stef Clement
- 95.  Pirmin Lang
- 96.  Roger Kluge
- 97.  Sébastien Reichenbach
- 98.  Aleksejs Saramotins

Lampre-Merida
- 101.  Filippo Pozzato
- 102.  Tsgabu Grmay
- 103.  Sacha Modolo
- 104.  Manuele Mori
- 105.  Przemysław Niemiec
- 106.  Maximiliano Richeze
- 107.  José Serpa
- 108.  Luka Pibernik

Lotto-Soudal
- 111.  Jurgen Van den Broeck
- 112.  Stig Broeckx
- 113.  Jens Debusschere
- 114.  Pim Ligthart
- 115.  Maxime Monfort
- 116.  Jürgen Roelandts
- 117.  Dennis Vanendert
- 118.  Jelle Vanendert

Movistar Team
- 121.  Nairo Quintana
- 122.  Andrey Amador
- 123.  Jonathan Castroviejo
- 124.  Jesús Herrada
- 125.  Adriano Malori
- 126.  Javier Moreno
- 127.  Francisco Ventoso
- 128.  Giovanni Visconti

MTN-Qhubeka
- 131.  Edvald Boasson Hagen
- 132.  Gerald Ciolek
- 133.  Stephen Cummings
- 134.  Tyler Farrar
- 135.  Matthew Harley Goss
- 136.  Reinardt Janse van Rensburg
- 137.  Louis Meintjes
- 138.  Kristian Sbaragli

Orica-GreenEDGE
- 141.  Magnus Cort Nielsen
- 142.  Luke Durbridge
- 143.  Mathew Hayman
- 144.  Michael Hepburn
- 145.  Jens Mouris
- 146.  Ivan Santaromita
- 147.  Svein Tuft
- 148.  Adam Yates

Team Cannondale-Garmin
- 151.  Ryder Hesjedal
- 152.  Davide Formolo
- 153.  Nathan Haas
- 154.  Kristijan Koren
- 155.  Daniel Martin
- 156.  Moreno Moser
- 157.  Ramūnas Navardauskas
- 158.  Davide Villella

Team Europcar
- 161.  Pierre Rolland
- 162.  Yukiya Arashiro
- 163.  Giovanni Bernaudeau
- 164.  Tony Hurel
- 165.  Vincent Jérôme
- 166.  Yannick Martinez
- 167.  Maxime Méderel
- 168.  Perrig Quéméneur

Team Giant-Alpecin
- 171.  Thierry Hupond
- 172.  Nikias Arndt
- 173.  Bert De Backer
- 174.  Simon Geschke
- 175.  Chad Haga
- 176.  Luka Mezgec
- 177.  Albert Timmer
- 178.  Tom Veelers

Team Katjoesja
- 181.  Joaquim Rodríguez
- 182.  Giampaolo Caruso
- 183.  Alberto Losada
- 184.  Daniel Moreno
- 185.  Luca Paolini
- 186.  Aleksandr Porsev
- 187.  Aleksej Tsatevitsj
- 188.  Ángel Vicioso

TeamLottoNL-Jumbo
- 191.  Sep Vanmarcke
- 192.  Kevin De Weert
- 193.  Rick Flens
- 194.  Tom Leezer
- 195.  Paul Martens
- 196.  Laurens ten Dam
- 197.  Martijn Keizer
- 198.  Robert Wagner

Team Sky
- 201.  Vasil Kiryjenka
- 202.  Kanstantsin Siwtsow
- 203.  Leopold König
- 204.  Mikel Nieve
- 205.  Wout Poels
- 206.  Salvatore Puccio
- 207.  Ian Stannard
- 208.  Elia Viviani

Trek Factory Racing
- 211.  Fabian Cancellara
- 212.  Julián Arredondo
- 213.  Stijn Devolder
- 214.  Markel Irizar
- 215.  Bauke Mollema
- 216.  Jaroslav Popovytsj
- 217.  Hayden Roulston
- 218.  Jesse Sergent

## Etappe-overzicht
| Etappe | Datum    | Start - Finish                                     | Afstand | Type                | Winnaar           | klassementsleider |
| ------ | -------- | -------------------------------------------------- | ------- | ------------------- | ----------------- | ----------------- |
| P      | 11 maart | Lido di Camaiore – Lido di Camaiore*               | 5,4 km  | Individuele tijdrit | Adriano Malori    | Adriano Malori    |
| 1      | 12 maart | Camaiore – Cascina                                 | 153 km  | Vlakke rit          | Jens Debusschere  | Adriano Malori    |
| 2      | 13 maart | Cascina – Arezzo                                   | 203 km  | Vlakke rit          | Greg Van Avermaet | Greg Van Avermaet |
| 3      | 14 maart | Indicatore (Arezzo) – Castelraimondo               | 218 km  | Heuvelrit           | Wout Poels        | Wout Poels        |
| 4      | 15 maart | Esanatoglia – Terminillo                           | 194 km  | Bergrit             | Nairo Quintana    | Nairo Quintana    |
| 5      | 16 maart | Rieti – Porto Sant'Elpidio                         | 210 km  | Vlakke rit          | Peter Sagan       | Nairo Quintana    |
| 6      | 17 maart | San Benedetto del Tronto- San Benedetto del Tronto | 10 km   | Individuele tijdrit | Fabian Cancellara | Nairo Quintana    |

- Oorspronkelijk was er een ploegentijdrit van 22,7 km voorzien in Lido di Camaiore; in verband met extreem weer werd deze rit op 9 maart vervangen door een proloog van 5,4 km (individueel).

## Etappe-uitslagen

### Proloog
Oorspronkelijk stond er een ploegentijdrit op het programma, maar door de slechte weersomstandigheden in Camaiore werd deze vervangen door een proloog. De proloog was 5,4 km lang. Lange tijd stond de Italiaan Daniel Oss aan de leiding, de Oostenrijkse voormalig werelduurrecordhouder Matthias Brändle was de eerste die de tijd van Oss verbeterde. Vervolgens gingen ook andere nog onder die tijd. Uiteindelijk bleek de Italiaan Adriano Malori de sterkste. Hij klopte de Zwitser Fabian Cancellara en de Belg Greg Van Avermaet in de race tegen de klok.
Adrian Malori mag door zijn overwinning gelijk de blauwe leiderstrui aantrekken. Daarnaast is hij ook de leider in het puntenklassement. In het jongerenklassement gaat de Slowaak Peter Sagan aan de leiding na de proloog.
| Lido di Camaiore – Lido di Camaiore (5,4 km) |                      |                     |       |
| Plaats                                       | Naam                 | Ploeg               | Tijd  |
| Winnaar                                      | Adriano Malori       | Movistar            | 6'04" |
| 2                                            | Fabian Cancellara    | Trek Factory Racing | + 1"  |
| 3                                            | Greg Van Avermaet    | BMC Racing Team     | + 2"  |
| 4                                            | Maciej Bodnar        | Tinkoff-Saxo        | z.t.  |
| 5                                            | Matthias Brändle     | IAM Cycling         | z.t.  |
| 6                                            | Daniel Oss           | BMC Racing Team     | + 4"  |
| 7                                            | Ramūnas Navardauskas | Cannondale-Garmin   | + 5"  |
| 8                                            | Steve Cummings       | MTN-Qhubeka         | + 6"  |
| 9                                            | Peter Sagan          | Tinkoff-Saxo        | z.t.  |
| 10                                           | Johan Le Bon         | FDJ                 | + 8"  |
|                                              |                      |                     |       |
| 13                                           | Niki Terpstra        | Etixx-Quick Step    | z.t.  |

| Algemeen klassement |                      |                     |       |
| Plaats              | Naam                 | Ploeg               | Tijd  |
| 1                   | Adriano Malori       | Movistar            | 6'04" |
| 2                   | Fabian Cancellara    | Trek Factory Racing | + 1"  |
| 3                   | Greg Van Avermaet    | BMC Racing Team     | + 2"  |
| 4                   | Maciej Bodnar        | Tinkoff-Saxo        | z.t.  |
| 5                   | Matthias Brändle     | IAM Cycling         | z.t.  |
| 6                   | Daniel Oss           | BMC Racing Team     | + 4"  |
| 7                   | Ramūnas Navardauskas | Cannondale-Garmin   | + 5"  |
| 8                   | Steve Cummings       | MTN-Qhubeka         | + 6"  |
| 9                   | Peter Sagan          | Tinkoff-Saxo        | z.t.  |
| 10                  | Johan Le Bon         | FDJ                 | + 8"  |
|                     |                      |                     |       |
| 13                  | Niki Terpstra        | Etixx-Quick Step    | z.t.  |

### 1e etappe
De eerste etappe werd er een voor de sprinters. Een vroege ontsnapping van zeven man, met de Nederlander Martijn Keizer, wist niet te slagen. De eindsprint werd echter ontsierd door een zware valpartij van de Italiaanse sprinters Elia Viviani en Sacha Modolo. De Belg Jens Debusschere bleef wel overeind en wist zo de eindsprint te winnen. Na hem volgde Peter Sagan en Sam Bennett op respectievelijk de tweede en derde plek. Beste Nederlander werd Pim Ligthart op de vijfentwintigste plaats.
In het algemeen klassement behield de Italiaan Adriano Malori de leiding. Peter Sagan kwam wel qua tijd op gelijke hoogte door de bonificatieseconden uit de eerste etappe. De Zwitser Fabian Cancellara volgt op de derde plaats. De beste Belg is Greg Van Avermaet op de vierde plaats met slechts twee tellen achterstand. Martijn Keizer is de beste Nederlander, met een achterstand van zeven seconden staat hij tiende.
De Slowaak Peter Sagan behield de leiding in het jongerenklassement na de eerste etappe. In het puntenklassement nam de Belg Jens Debusschere de leiding over.
| Camaiore – Cascina (153 km) |                  |                  |          |
| Plaats                      | Naam             | Ploeg            | Tijd     |
| Winnaar                     | Jens Debusschere | Lotto Soudal     | 3u30'18" |
| 2                           | Peter Sagan      | Tinkoff-Saxo     | z.t.     |
| 3                           | Sam Bennett      | Bora-Argon 18    | z.t.     |
| 4                           | Aleksandr Porsev | Katjoesja        | z.t.     |
| 5                           | Tyler Farrar     | MTN-Qhubeka      | z.t.     |
| 6                           | Magnus Cort      | Orica-GreenEdge  | z.t.     |
| 7                           | Roger Kluge      | IAM Cycling      | z.t.     |
| 8                           | Nicola Ruffoni   | Bardiani CSF     | z.t.     |
| 9                           | Zakkari Dempster | Bora-Argon 18    | z.t.     |
| 10                          | Mark Renshaw     | Etixx-Quick Step | z.t.     |
|                             |                  |                  |          |
| 25                          | Pim Ligthart     | Lotto Soudal     | z.t.     |

| Algemeen klassement |                      |                     |           |
| Plaats              | Naam                 | Ploeg               | Tijd      |
| 1                   | Adriano Malori       | Movistar            | 3u 36'22" |
| 2                   | Peter Sagan          | Tinkoff-Saxo        | z.t.      |
| 3                   | Fabian Cancellara    | Trek Factory Racing | + 1"      |
| 4                   | Greg Van Avermaet    | BMC Racing Team     | + 2"      |
| 5                   | Matthias Brändle     | IAM Cycling         | z.t.      |
| 6                   | Maciej Bodnar        | Tinkoff-Saxo        | z.t.      |
| 7                   | Daniel Oss           | BMC Racing Team     | + 4"      |
| 8                   | Ramūnas Navardauskas | Cannondale-Garmin   | + 5"      |
| 9                   | Steve Cummings       | MTN-Qhubeka         | + 6"      |
| 10                  | Martijn Keizer       | LottoNL-Jumbo       | + 7"      |

### 2e etappe
Vijf vluchters mochten het verhaal van de koers schrijven. Het kwintet, met Rick Flens en Danilo Wyss als bekendste namen, koos al vroeg in de wedstrijd het hazenpad, het peloton liet begaan. Toen de voorsprong van het groepje een kwartier bedroeg, vonden Movistar en Tinkoff-Saxo het welletjes.
Het tempo in de achtervolging werd opgeschroefd, de voorsprong van de leiders smolt snel onder een heerlijk Toscaans zonnetje. Bij de eerste doortocht aan de aankomst hadden de vijf nog minder dan drie minuten over op het peloton.
De vijf plaatselijke rondes gaven de renners de gelegenheid om de lastige aankomst in de smalle straten van Arezzo te verkennen. Vorig jaar won Peter Sagan er en het was dan ook Tinkoff-Saxo dat het gaatje met de vijf vluchters helemaal dicht fietste.
Op 17 kilometer van de finish klitte alles weer samen, de sprintersploegen hielden mogelijke aanvallers in het gareel. Greg Van Avermaet werd door zijn BMC-ploegmaats uitstekend naar de kop geloodst en hij bedankte door de zegepraal mee te graaien. In een spannende sprint was hij sterker dan Sagan en Zdeněk Štybar. Dankzij zijn overwinning mag Van Avermaet morgen in de leiderstrui vertrekken.
| Cascina – Arezzo (203 km) |                   |                     |          |
| Plaats                    | Naam              | Ploeg               | Tijd     |
| Winnaar                   | Greg Van Avermaet | BMC Racing Team     | 4u58'17" |
| 2                         | Peter Sagan       | Tinkoff-Saxo        | z.t.     |
| 3                         | Zdeněk Štybar     | Etixx-Quick Step    | z.t.     |
| 4                         | Filippo Pozzato   | Lampre-Merida       | z.t.     |
| 5                         | Fabian Cancellara | Trek Factory Racing | z.t.     |
| 6                         | Simon Geschke     | Giant-Alpecin       | z.t.     |
| 7                         | Paul Martens      | LottoNL-Jumbo       | z.t.     |
| 8                         | Andrij Hryvko     | Astana              | z.t.     |
| 9                         | Rigoberto Urán    | Etixx-Quick Step    | z.t.     |
| 10                        | Wout Poels        | Team Sky            | z.t.     |

| Algemeen klassement |                      |                     |          |
| Plaats              | Naam                 | Ploeg               | Tijd     |
| 1                   | Greg Van Avermaet    | BMC Racing Team     | 8u34'31" |
| 2                   | Peter Sagan          | Tinkoff-Saxo        | + 2"     |
| 3                   | Adriano Malori       | Movistar            | + 8"     |
| 4                   | Fabian Cancellara    | Trek Factory Racing | + 9"     |
| 5                   | Matthias Brändle     | IAM Cycling         | + 10"    |
| 6                   | Ramūnas Navardauskas | Cannondale-Garmin   | + 13"    |
| 7                   | Steve Cummings       | MTN-Qhubeka         | + 14"    |
| 8                   | Jonathan Castroviejo | Movistar            | + 16"    |
| 9                   | Edvald Boasson Hagen | Team Sky            | + 16"    |
| 10                  | Andrij Hryvko        | Astana              | + 17"    |

### 3e etappe
De eerste heuvelrit naar Castelraimondo werd er eentje met Nederlands succes. Lang reed de Italiaan Damiano Caruso voorop, maar op de top van de laatste beklimming werd hij ingehaald door de Nederlander Wout Poels. Poels die vervolgens in de afdaling geen fout meer maakte won de etappe met veertien seconden voorsprong. Achter hem sprintte de Colombiaan Rigoberto Urán en de Spanjaard Joaquim Rodríguez naar respectievelijk de tweede en derde plaats.
In het algemeen klassement nam Wout Poels de leiding over van de Belg Greg Van Avermaet, die ruim twee seconden verloor. Op zeventien tellen wordt Poels gevolgd door Rigoberto Urán en op zesentwintig tellen door Steven Cummings. Naast Poels reed ook Bauke Mollema de top tien binnen. Hij staat zevende, met een achterstand van achtentwintig seconden. Jurgen Van den Broeck werd de beste belg, hij stond dertiende met 34 seconden achterstand op Poels.
| Indicatore – Castelraimondo (218 km) |                       |                     |          |
| Plaats                               | Naam                  | Ploeg               | Tijd     |
| Winnaar                              | Wout Poels            | Team Sky            | 5u53'38" |
| 2                                    | Rigoberto Urán        | Etixx-Quick Step    | +14"     |
| 3                                    | Joaquim Rodríguez     | Katjoesja           | +14"     |
| 4                                    | Alexis Vuillermoz     | AG2R La Mondiale    | +14"     |
| 5                                    | Rinaldo Nocentini     | AG2R La Mondiale    | +14"     |
| 6                                    | Roman Kreuziger       | Tinkoff-Saxo        | +14"     |
| 7                                    | Giampaolo Caruso      | Katjoesja           | +14"     |
| 8                                    | Nairo Quintana        | Movistar            | +14"     |
| 9                                    | Jurgen Van den Broeck | Lotto Soudal        | +14"     |
| 10                                   | Adam Yates            | Orica-GreenEdge     | +14".    |
|                                      |                       |                     |          |
| 14                                   | Bauke Mollema         | Trek Factory Racing | +14"     |

| Algemeen klassement |                       |                     |           |
| Plaats              | Naam                  | Ploeg               | Tijd      |
| 1                   | Wout Poels            | Team Sky            | 14u28'18" |
| 2                   | Rigoberto Urán        | Etixx-Quick Step    | +17"      |
| 3                   | Steve Cummings        | MTN-Qhubeka         | + 26"     |
| 4                   | Thibaut Pinot         | FDJ                 | + 26"     |
| 5                   | Roman Kreuziger       | Tinkoff-Saxo        | +27"      |
| 6                   | Jonathan Castroviejo  | Movistar            | + 28"     |
| 7                   | Bauke Mollema         | Trek Factory Racing | + 28"     |
| 8                   | Peter Sagan           | Tinkoff-Saxo        | + 30"     |
| 9                   | Vincenzo Nibali       | Astana              | + 31"     |
| 10                  | Alberto Contador      | Tinkoff-Saxo        | + 32"     |
|                     |                       |                     |           |
| 13                  | Jurgen Van den Broeck | Lotto Soudal        | + 34"     |

### 4e etappe
De renners werden in de vierde rit, met de slotklim van de Monte Terminillo, geconfronteerd met bijzonder zware weersomstandigheden. De slotklim moesten de renners in de sneeuw bedwingen. Uiteindelijk was de Colombiaan Nairo Quintana de sterkste. Hij sprong al snel weg en werd niet meer bijgehaald door de rest. De Nederlander Bauke Mollema ging nog in de achtervolging, maar finishte toch met 41 seconden achterstand.
In het algemeen klassement nam Nairo Quintana de leiding over van de Wout Poels. Poels verloor flink tijd en zakte naar de tiende plaats. Bauke Mollema steeg daarentegen naar de tweede plaats, met een achterstand van 39 seconden. Rigoberto Urán maakte het podium compleet met een achterstand van 48 seconden. Jurgen Van den Broeck bleef de beste belg. Met één minuut en 22 seconden achterstand op Quintana steeg een één plek, naar de twaalfde plaats.
| Esanatoglia – Monte Terminillo (194 km) |                       |                     |          |
| Plaats                                  | Naam                  | Ploeg               | Tijd     |
| Winnaar                                 | Nairo Quintana        | Movistar            | 5u26'03" |
| 2                                       | Bauke Mollema         | Trek Factory Racing | +41"     |
| 3                                       | Joaquim Rodríguez     | Katjoesja           | +55"     |
| 4                                       | Rigoberto Urán        | Etixx-Quick Step    | +55"     |
| 5                                       | Alberto Contador      | Tinkoff-Saxo        | +55"     |
| 6                                       | Thibaut Pinot         | FDJ                 | +55"     |
| 7                                       | Adam Yates            | Orica-GreenEdge     | +55"     |
| 8                                       | Domenico Pozzovivo    | AG2R La Mondiale    | +55"     |
| 9                                       | Przemysław Niemiec    | Lampre-Merida       | + 1'05"  |
| 10                                      | Damiano Caruso        | Katjoesja           | + 1'10"  |
|                                         |                       |                     |          |
| 13                                      | Jurgen Van den Broeck | Lotto Soudal        | + 1'12"  |

| Algemeen klassement |                       |                     |           |
| Plaats              | Naam                  | Ploeg               | Tijd      |
| 1                   | Nairo Quintana        | Movistar            | 19u54'45" |
| 2                   | Bauke Mollema         | Trek Factory Racing | +39"      |
| 3                   | Rigoberto Urán        | Etixx-Quick Step    | +48"      |
| 4                   | Thibaut Pinot         | FDJ                 | +57"      |
| 5                   | Alberto Contador      | Tinkoff-Saxo        | + 1'03"   |
| 6                   | Adam Yates            | Orica-GreenEdge     | + 1'04"   |
| 7                   | Domenico Pozzovivo    | AG2R La Mondiale    | + 1'06"   |
| 8                   | Joaquim Rodríguez     | Katjoesja           | + 1'07"   |
| 9                   | Steve Cummings        | MTN-Qhubeka         | + 1'12"   |
| 10                  | Wout Poels            | Team Sky            | + 1'13"   |
|                     |                       |                     |           |
| 12                  | Jurgen Van den Broeck | Lotto Soudal        | + 1'22"   |

### 5e etappe
| Rieti – Porto Sant'Elpidio (210 km) |                      |                     |          |
| Plaats                              | Naam                 | Ploeg               | Tijd     |
| Winnaar                             | Peter Sagan          | Tinkoff-Saxo        | 5u04'13" |
| 2                                   | Gerald Ciolek        | MTN-Qhubeka         | z.t.     |
| 3                                   | Jens Debusschere     | Lotto Soudal        | z.t.     |
| 4                                   | Magnus Cort          | Orica-GreenEdge     | z.t.     |
| 5                                   | Maximiliano Richeze  | Lampre-Merida       | z.t.     |
| 6                                   | Edvald Boasson Hagen | MTN-Qhubeka         | z.t.     |
| 7                                   | Nikias Arndt         | Giant-Alpecin       | z.t.     |
| 8                                   | Sam Bennett          | Bora-Argon 18       | z.t.     |
| 9                                   | Ramūnas Navardauskas | Cannondale-Garmin   | z.t.     |
| 10                                  | Aleksej Loetsenko    | Astana              | z.t.     |
|                                     |                      |                     |          |
| 12                                  | Wout Poels           | Trek Factory Racing | z.t.     |

| Algemeen klassement |                       |                     |           |
| Plaats              | Naam                  | Ploeg               | Tijd      |
| 1                   | Nairo Quintana        | Movistar            | 24u58'58" |
| 2                   | Bauke Mollema         | Trek Factory Racing | +39"      |
| 3                   | Rigoberto Urán        | Etixx-Quick Step    | +48"      |
| 4                   | Thibaut Pinot         | FDJ                 | +57"      |
| 5                   | Alberto Contador      | Tinkoff-Saxo        | + 1'03"   |
| 6                   | Adam Yates            | Orica-GreenEdge     | + 1'04"   |
| 7                   | Domenico Pozzovivo    | AG2R La Mondiale    | + 1'06"   |
| 8                   | Joaquim Rodríguez     | Katjoesja           | + 1'07"   |
| 9                   | Steven Cummings       | MTN-Qhubeka         | + 1'12"   |
| 10                  | Wout Poels            | Team Sky            | + 1'13"   |
|                     |                       |                     |           |
| 12                  | Jurgen Van den Broeck | Lotto Soudal        | + 1'22"   |

### 6e etappe
| San Benedetto del Tronto – San Benedetto del Tronto (10 km) |                      |                     |        |
| Plaats                                                      | Naam                 | Ploeg               | Tijd   |
| Winnaar                                                     | Fabian Cancellara    | Trek Factory Racing | 11'23" |
| 2                                                           | Adriano Malori       | Movistar            | +4"    |
| 3                                                           | Vasil Kirijenka      | Team Sky            | +9"    |
| 4                                                           | Jonathan Castroviejo | Movistar            | +12"   |
| 5                                                           | Maciej Bodnar        | Tinkoff-Saxo        | +16"   |
| 6                                                           | Michael Hepburn      | Orica-GreenEdge     | +16"   |
| 7                                                           | Ramūnas Navardauskas | Cannondale-Garmin   | +17"   |
| 8                                                           | Steve Cummings       | MTN-Qhubeka         | +23"   |
| 9                                                           | Andrey Amador        | Movistar            | +25"   |
| 10                                                          | Edvald Boasson Hagen | MTN-Qhubeka         | +26"   |
|                                                             |                      |                     |        |
| 11                                                          | Greg Van Avermaet    | BMC Racing Team     | +27"   |
| 22                                                          | Bauke Mollema        | Trek Factory Racing | +34"   |

## Klassementen

### Algemeen Klassement
| Algemeen klassement |                       |                     |           |
| Plaats              | Naam                  | Ploeg               | Tijd      |
| Blauwe trui         | Nairo Quintana        | Movistar            | 25u11'16" |
| 2                   | Bauke Mollema         | Trek Factory Racing | +18"      |
| 3                   | Rigoberto Urán        | Etixx-Quick Step    | +31"      |
| 4                   | Thibaut Pinot         | FDJ                 | +35"      |
| 5                   | Alberto Contador      | Tinkoff-Saxo        | +39"      |
| 6                   | Steve Cummings        | MTN-Qhubeka         | +40"      |
| 7                   | Wout Poels            | Team Sky            | +56"      |
| 8                   | Domenico Pozzovivo    | AG2R La Mondiale    | +59"      |
| 9                   | Adam Yates            | Orica-GreenEdge     | + 1'09"   |
| 10                  | Roman Kreuziger       | Tinkoff-Saxo        | + 1'11"   |
| 11                  | Jurgen Van den Broeck | Lotto Soudal        | + 1'16"   |
| 12                  | Przemysław Niemiec    | Lampre-Merida       | + 1'23"   |
| 13                  | Joaquim Rodríguez     | Katjoesja           | + 1'24"   |
| 14                  | Damiano Caruso        | BMC Racing Team     | + 1'26"   |
| 15                  | Jonathan Castroviejo  | Movistar            | + 1'29"   |
| 16                  | Vincenzo Nibali       | Astana              | + 2'00"   |
| 17                  | Mikel Nieve           | Team Sky            | + 2'02"   |
| 18                  | Kanstantsin Siwtsow   | Team Sky            | + 2'24"   |
| 19                  | Alberto Losada        | Katjoesja           | + 2'24"   |
| 20                  | Gianluca Brambilla    | Etixx-Quick Step    | + 3'02"   |

### Puntenklassement
| Puntenklassement |                   |                     |        |
| Plaats           | Naam              | Ploeg               | Punten |
| Rode trui        | Peter Sagan       | Tinkoff-Saxo        | 32ptn  |
| 2                | Fabian Cancellara | Trek Factory Racing | 21     |
| 3                | Jens Debusschere  | Lotto Soudal        | 20     |
| 4                | Rigoberto Urán    | Etixx-Quick Step    | 19     |
| 5                | Greg Van Avermaet | BMC Racing Team     | 18     |

### Bergklassement
| Bergklassement |                  |                  |        |
| Plaats         | Naam             | Ploeg            | Punten |
| Groene trui    | Carlos Quintero  | Colombia         | 21ptn  |
| 2              | Danilo Wyss      | BMC Racing Team  | 18     |
| 3              | Nairo Quintana   | Movistar         | 15     |
| 4              | Mathew Hayman    | Orica-GreenEdge  | 15     |
| 5              | Matteo Montaguti | AG2R La Mondiale | 13     |

### Jongerenklassement
| Jongerenklassement |                |                   |           |
| Plaats             | Naam           | Ploeg             | Tijd      |
| Witte trui         | Nairo Quintana | Movistar          | 25u11'16" |
| 2                  | Thibaut Pinot  | FDJ               | +35"      |
| 3                  | Adam Yates     | Orica-GreenEdge   | +1'09"    |
| 4                  | Davide Formolo | Cannondale-Garmin | +6'39"    |
| 5                  | Louis Meintjes | MTN-Qhubeka       | +15'26"   |

### Ploegenklassement
| Ploegenklassement |                  |           |
| Plaats            | Ploeg            | Tijd      |
|                   | Movistar         | 75u37'35" |
| 2                 | Team Sky         | +29"      |
| 3                 | Katjoesja        | +1'02"    |
| 4                 | Tinkoff-Saxo     | +6'04"    |
| 5                 | AG2R La Mondiale | +7'56"    |

## Klassementenverloop
| Etappe       | Winnaar           | Algemeen klassement · | Puntenklassement · | Bergklassement · | Jongerenklassement · | Ploegenklassement · |
| ------------ | ----------------- | --------------------- | ------------------ | ---------------- | -------------------- | ------------------- |
| P            | Adriano Malori    | Adriano Malori        | Adriano Malori     | niet uitgereikt  | Peter Sagan          |                     |
| 1            | Jens Debusschere  | Adriano Malori        | Jens Debusschere   | Danilo Wyss      | Peter Sagan          | BMC Racing Team     |
| 2            | Greg Van Avermaet | Greg Van Avermaet     | Peter Sagan        | Danilo Wyss      | Peter Sagan          | Movistar            |
| 3            | Wout Poels        | Wout Poels            | Peter Sagan        | Danilo Wyss      | Thibaut Pinot        | Team Sky            |
| 4            | Nairo Quintana    | Nairo Quintana        | Peter Sagan        | Carlos Quintero  | Nairo Quintana       | Movistar            |
| 5            | Peter Sagan       | Nairo Quintana        | Peter Sagan        | Carlos Quintero  | Nairo Quintana       | Movistar            |
| 6            | Fabian Cancellara | Nairo Quintana        | Peter Sagan        | Carlos Quintero  | Nairo Quintana       | Movistar            |
| 0Eindstanden | 0Eindstanden      | Nairo Quintana        | Peter Sagan        | Carlos Quintero  | Nairo Quintana       | Movistar            |

1966 · 1967 · 1968 · 1969 · 1970 · 1971 · 1972 · 1973 · 1974 · 1975 · 1976 · 1977 · 1978 · 1979 · 1980 · 1981 · 1982 · 1983 · 1984 · 1985 · 1986 · 1987 · 1988 · 1989 · 1990 · 1991 · 1992 · 1993 · 1994 · 1995 · 1996 · 1997 · 1998 · 1999 · 2000 · 2001 · 2002 · 2003 · 2004 · 2005 · 2006 · 2007 · 2008 · 2009 · 2010 · 2011 · 2012 · 2013 · 2014 · 2015 · 2016 · 2017 · 2018 · 2019 · 2020 · 2021 · 2022 · 2023 · 2024· 2025
 Tour Down Under · 
 Parijs-Nice · 
 Tirreno-Adriatico · 
 Milaan-San Remo ·
 E3 Harelbeke ·
 Ronde van Catalonië ·
 Gent-Wevelgem ·
 Ronde van Vlaanderen ·
 Ronde van Baskenland ·
 Parijs-Roubaix ·
 Amstel Gold Race ·
 Waalse Pijl ·
 Luik-Bastenaken-Luik ·
 Ronde van Romandië ·
 Ronde van Italië ·
 Critérium du Dauphiné ·
 Ronde van Zwitserland ·
 Ronde van Frankrijk ·
 Clásica San Sebastián ·
 Ronde van Polen ·
/ Eneco Tour ·
 Vattenfall Cyclassics ·
 GP Ouest-France Plouay ·
 Grote Prijs van Quebec ·
 Ronde van Spanje ·
 Grote Prijs van Montreal ·
 UCI Ploegentijdrit ·
 Ronde van Lombardije